# Visperterminen
Visperterminen (gsw. Täärbinu) – miejscowość i gmina (Politische Gemeinde) w południowej Szwajcarii, w kantonie Valais, w okręgu (Bezirk) Visp. W gminie znajdują się jedne z najwyżej położonych winnic Europy.

## Demografia
W Visperterminen mieszka 1317 osób. W 2021 roku 5,8% populacji gminy stanowiły osoby urodzone poza Szwajcarią. 

## Transport
Przez teren gminy przebiegają autostrada A9 oraz droga główna nr 212. 